# Кубок Хопмана
Кубок Хопмана — ежегодный традиционный выставочный теннисный турнир, задуманный, организованный и впервые проведённый Полом Макнами и Чарли Фанкаттом, проходивший в Перте, Западная Австралия, на рубеже декабря и января.

## Формат
В отличие от других основных командных международных теннисных турниров, таких как Кубок Дэвиса или Кубок Билли Джин Кинг (ранее, в 1963—2020 годах, назывался Кубком Федерации), которые проводятся строго или для мужчин, или для женщин, Кубок Хопмана является турниром для игроков в одиночке и в миксте. Команды и игроки приглашаются организаторами на свой выбор.
Восемь стран приглашаются ежегодно, чтобы поспорить за Кубок Хопмана. Но с 2006 года организаторы проводят отдельный мини-турнир для нескольких стран азиатско-тихоокеанского региона, призом в котором является 8-я путёвка на этот турнир.
Каждая национальная команда состоит из теннисиста и теннисистки. Каждый матч между двумя странами состоит из трёх игр:
- один женский одиночный матч;
- один мужской одиночный матч;
- один матч в миксте.

Команды из 8 стран разделены на 2 группы по 4 в каждой, и внутри каждой из этих групп проводят по системе «каждый с каждым» однокруговой турнир, выявляя 2 сильнейшие команды, которые потом встречаются в финале, где определяется победитель турнира.
Если игрок одной из команд заранее снимается с турнира и на его место не могут найти достаточно высокорейтинговую замену (исходя из рейтинга WTA и ATP), то организаторы вправе заменить такую команду другой.

## Место проведения
Матчи играются в помещении, на покрытии типа хард. С 1989 по 2012 год турнир проводился в Burswood Dome, с 2013 года проводится в Perth Arena. Однако когда в 2019 году было сообщено, что Перт, наряду с Сиднеем и Брисбеном, станет в январе 2020 года местом проведения перешедшего на новый формат Кубка Дэвиса, проведение Кубка Хопмана в этом городе было отменено.
Турнир проходит под эгидой Международной теннисной федерации (ITF), но его результаты никак не отражаются на индивидуальных рейтингах теннисистов и теннисисток.
Турнир является подготовительным перед проводимым в конце января крупнейшим теннисным соревнованием азиатско-тихоокеанского региона — Australian Open.
Победившая пара получает главный приз — серебряную чашу — и индивидуальные призы в форме теннисного мяча, инкрустированного алмазами из алмазной шахты Argyle в регионе Кимберли (Западная Австралия).

## Гарри Хопман
Турнир назван в честь Гарри Хопмана (1906—1985), австралийского теннисиста и тренера, который помог национальной сборной этой страны завоевать 15 раз Кубок Дэвиса в 1938—1969 гг.
С тех пор как турнир был создан, его ежегодно посещает вдова Хопмана — Люси, которую тепло принимают местные болельщики тенниса, называя её не иначе как «Королевой Кубка».

## Прочее
Основатели турнира — австралийские теннисисты Пол Макнами, Чарли Фанкатт и Пэт Кэш. Макнами на протяжении многих лет был директором турнира, в том числе и после того, как в 2002 году передал права на него Международной федерации тенниса (ITF). Этот шаг он предпринал в интересах выживания Кубка Хопмана. В 2012 году ITF уволила Макнами с поста директора турнира после того, как приняла решение о передаче прав на него с 2014 года Федерации тенниса Австралии. По заявлению руководства ITF, дальнейшее существование Кубка Хопмана зависело от его включения в сезонные соревнования, предшествующие Открытому чемпионату Австралии, и от передачи контроля над ним местной теннисной федерации. Увольнение Макнами в связи с этим решением стало неизбежным, так как его отношения с Федерацией тенниса Австралии были испорчены ещё с 2009 года.
В сезоне 2005/06 австралийский турнир стал тестовым полигоном для технологии Hawk-Eye — узаконенного права останавливать игру ограниченное число раз для просмотра видеоповтора спорных игровых ситуаций.
С 2013 года турнир переехал на другой стадион — Perth Arena.

## Победители по годам
| Год  | Победитель   | Финалист       | Счет | Игроки-победители                           |
| ---- | ------------ | -------------- | ---- | ------------------------------------------- |
| 2023 | Хорватия     | Швейцария      | 2-0  | Борна Чорич и Донна Векич                   |
| 2019 | Швейцария    | Германия       | 2-1  | Роджер Федерер и Белинда Бенчич             |
| 2018 | Швейцария    | Германия       | 2-1  | Роджер Федерер и Белинда Бенчич             |
| 2017 | Франция      | США            | 2-1  | Ришар Гаске и Кристина Младенович           |
| 2016 | Австралия    | Украина        | 2-0  | Ник Кирьос и Дарья Гаврилова                |
| 2015 | Польша       | США            | 2-1  | Ежи Янович и Агнешка Радваньская            |
| 2014 | Франция      | Польша         | 2-1  | Жо-Вильфрид Тсонга и Ализе Корне            |
| 2013 | Испания      | Сербия         | 2-1  | Фернандо Вердаско и Анабель Медина Гарригес |
| 2012 | Чехия        | Франция        | 2-0  | Томаш Бердых и Петра Квитова                |
| 2011 | США          | Бельгия        | 2-1  | Джон Изнер и Бетани Маттек-Сандс            |
| 2010 | Испания      | Великобритания | 2-1  | Томми Робредо и Мария Хосе Мартинес Санчес  |
| 2009 | Словакия     | Россия         | 2:0  | Доминик Хрбаты и Доминика Цибулкова         |
| 2008 | США          | Сербия         | 2:1  | Марди Фиш, Серена Уильямс и Меганн Шонесси  |
| 2007 | Россия       | Испания        | 2:0  | Дмитрий Турсунов и Надежда Петрова          |
| 2006 | США          | Нидерланды     | 2:1  | Тейлор Дент и Лиза Рэймонд                  |
| 2005 | Словакия     | Аргентина      | 3:0  | Доминик Хрбаты и Даниэла Гантухова          |
| 2004 | США          | Словакия       | 2:1  | Джеймс Блейк и Линдсей Дэвенпорт            |
| 2003 | США          | Австралия      | 3:0  | Джеймс Блейк и Серена Уильямс               |
| 2002 | Испания      | США            | 2:1  | Томми Робредо и Аранта Санчес-Викарио       |
| 2001 | Швейцария    | США            | 2:1  | Роджер Федерер и Мартина Хингис             |
| 2000 | ЮАР          | Таиланд        | 3:0  | Уэйн Феррейра и Аманда Кётцер               |
| 1999 | Австралия    | Швеция         | 2:1  | Марк Филиппуссис и Елена Докич              |
| 1998 | Словакия     | Франция        | 2:1  | Кароль Кучера и Карина Габшудова            |
| 1997 | США          | ЮАР            | 2:1  | Джастин Гимельстоб и Чанда Рубин            |
| 1996 | Хорватия     | Швейцария      | 2:1  | Горан Иванишевич и Ива Майоли               |
| 1995 | Германия     | Украина        | 2:1  | Борис Беккер и Анке Хубер                   |
| 1994 | Чехия        | Германия       | 2:1  | Петр Корда и Яна Новотна                    |
| 1993 | Германия     | Испания        | 2:1  | Михаэль Штих и Штеффи Граф                  |
| 1992 | Швейцария    | ЧСФР           | 2:1  | Якоб Хласек и Мануэла Малеева-Франьер       |
| 1991 | Югославия    | США            | 3:0  | Горан Прпич и Моника Селеш                  |
| 1990 | Испания      | США            | 2:1  | Эмилио Санчес и Аранта Санчес-Викарио       |
| 1989 | Чехословакия | Австралия      | 2:0  | Мирослав Мечирж и Хелена Сукова             |

## Победители и финалисты
| Страна         | Победитель                             | Финалист                               |
| -------------- | -------------------------------------- | -------------------------------------- |
| США            | 1997, 2003, 2004, 2006, 2008, 2011 (6) | 1990, 1991, 2001, 2002, 2015, 2017 (6) |
| Испания        | 1990, 2002, 2010, 2013 (4)             | 1993, 2007 (2)                         |
| Швейцария      | 1992, 2001, 2018, 2019 (4)             | 1996, 2023 (2)                         |
| Словакия       | 1998, 2005, 2009 (3)                   | 2004 (1)                               |
| Германия       | 1993, 1995 (2)                         | 1994, 2018, 2019 (3)                   |
| Австралия      | 1999, 2016 (2)                         | 1989, 2003 (2)                         |
| Франция        | 2014, 2017 (2)                         | 1998, 2012 (2)                         |
| Хорватия       | 1996, 2023 (2)                         | (0)                                    |
| Чехия          | 1994, 2012 (2)                         |                                        |
| ЮАР            | 2000 (1)                               | 1997 (1)                               |
| Россия         | 2007 (1)                               | 2009 (1)                               |
| Польша         | 2015 (1)                               | 2014 (1)                               |
| Чехословакия   | 1989 (1)                               | (0)                                    |
| Югославия      | 1991 (1)                               | (0)                                    |
| Сербия         | (0)                                    | 2008, 2013 (2)                         |
| Украина        | (0)                                    | 1995, 2016 (2)                         |
| ЧСФР           | (0)                                    | 1992 (1)                               |
| Швеция         | (0)                                    | 1999 (1)                               |
| Таиланд        | (0)                                    | 2000 (1)                               |
| Аргентина      | (0)                                    | 2005 (1)                               |
| Нидерланды     | (0)                                    | 2006 (1)                               |
| Великобритания | (0)                                    | 2010 (1)                               |
| Бельгия        | (0)                                    | 2011 (1)                               |